# Twin Tarns
Twin Tarns är en sjö i Antarktis. Den ligger i Östantarktis. Australien gör anspråk på området. Twin Tarns ligger 43 meter över havet.